# Fritz Kaftanski
Fritz Kaftanski, né à Essen le 18 novembre 1899 et probablement mort à Tours, est un inventeur et entrepreneur français d'origine allemande. Juif en pleine montée du nazisme, il doit fuir l'Allemagne, d'abord pour la Tchécoslovaquie puis vers la France. Changeant son prénom au fil de ses exils, il laisse derrière lui un sillage de marques photographiques et de modèles d'appareils. Il sème aussi une longue liste de brevets. Plusieurs de ses créations se retrouvent dans les ouvrages consacrés à l'histoire de la photo.

## Biographie
Fils de Julius et Julie Kaftanski (née Kehr) tous les deux juifs, il est né à Essen, dans la Ruhr en Allemagne. Son père crée en 1905 la société FEX qui crée et commercialise des appareils photographiques et des accessoires.
Pendant la Première Guerre mondiale, il vit à Berlin où il travaille à la composante aérienne du Deutsches Heer à analyser des photos de reconnaissance aérienne.
Le 21 février 1927, il épouse Sybille Esser à Berlin.
Il a été l'inventeur de nombreux appareils photographiques importants pour l'histoire de la photographie et a anticipé de nombreux aspects de la photographie.

### Allemagne
En novembre 1927, il fonde Fotofex-Kameras à Berlin avec l'aide financière de son père en reprenant le "Fex" de la raison sociale de l'ancienne société de son père créée en 1905 et disparue en 1915. Il commence en distribuant du matériel photo d'autres marques avant d'assembler puis de fabriquer des appareils photo. Il fabrique divers appareils box (Rollfex) et foldings (Klappfex, Radial-Fex. Fexy, Fix-Fex, Fexette, Parlor-Fex et Fexor) sans grande originalité. En 1932, il sort le Visor-Flex, un des rares appareils à pellicule permettant de faire la mise au point sur un dépoli et, surtout, le Minifex, un subminiature faisant 36 images de 13 × 18 mm sur un film 16 mm.
Kaftanski crée en 1934 la Minifex GMBH pour assurer la production. Le Minifex est également vendu en France par les établissements Tiranty. Il est suivi du Minifex MG ("Maschinen-Gewehr", en français "mitrailleuse") plus perfectionné mais probablement jamais produit en série.
Karl Gumpell et Paul Knoche créent en 1934 la société SIDA GMBH pour produire le Sida, appareil de débutant en métal coulé donnant des images de 25 × 25 (24 × 24 selon d'autres sources) étudié par Kaftanski. Gumpell et Knoche sont associés à 50 % mais Knoche revend ses parts le jour même de la création à Kaftanski. Il s'agit clairement d'une manœuvre destinée à dissimuler aux autorités nazies le caractère « juif » de l'entreprise. Le nom Sida est la contraction d'une marque déposée en 1907 par Julius Kaftanski "Siehda" qui est elle-même la contraction de "siehe da" ("voir" en français).
La compagnie est revendue à trois associés de Brême, vraisemblablement dans le cadre d'une aryanisation forcée. La marque fabrique aussi trois versions du Turf, un folding en bakélite faisant des images de 4,5 × 6 cm sur un film spécial entre 1938 et 1940 mais Fritz Kaftanski qui a revendu ses parts en 1936 n'est plus à Berlin.

### Tchécoslovaquie
En 1937, il s'installe en Tchécoslovaquie, où il modifie son prénom pour son équivalent tchèque "Bedrich". Il participe à la création de la Sida-Fex-Kameras à Prague. La société produit en 1938 le Sida Standard en métal coulé et le Sida Extra en bakélite. Fritz dépose le 28 janvier 1939 un brevet à Paris pour un boitier moulé et son obturateur qui deviendra le Fex qui est produit en Tchécoslovaquie à partir de 1938 et en France sous le nom de Superfex dès 1944.

Il est probable mais non prouvé que l'inventeur ait eu des liens avec la marque Dufa qui produisait des appareils moulés en bakélite en Tchécoslovaquie à cette période (Ama, Excella, Fit, Pionyr et Super Exella). Le Pionyr offre une préfiguration de ce que sera le Photax français.

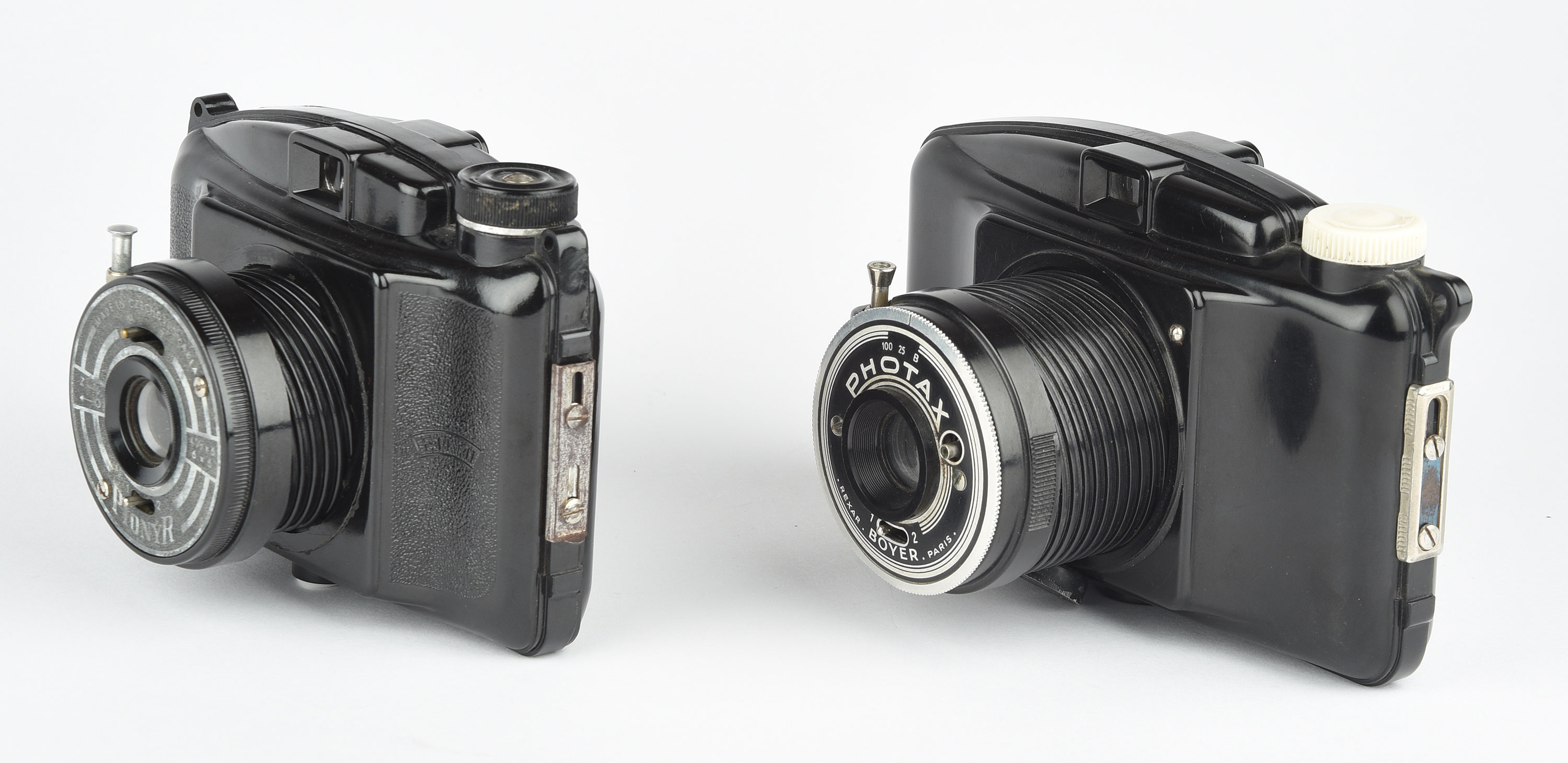
Vue montrant les similitudes entre le Pionyr tchécoslovaque et le Photax français

### France
Les nazis gagnant du terrain en Tchécoslovaquie, il poursuit sa fuite vers Paris où il francise son prénom en Frédéric. Il crée la Sidax qui fabrique deux versions du "Sida" en bakélite dont une utilisant le film Lumière Eljy. Il fait fabriquer des moules de l'appareil qui deviendra le Superfex par la MIOM. Quelques appareils sont produits sous la marque Cord avant qu'à nouveau rattrapé par la guerre, il ne gagne Lyon alors en zone libre en laissant les moules impayés aux mains de la MIOM. Certaines sources avancent une collaboration de Kaftanski au Photax II dit "Photax blindé" qui évolue en modèles III et IV qui est l'immense succès de la MIOM qui en vend au moins un million. Il est incontestable que le Photax blindé ressemble plus au Pionyr tchécoslovaque qu'au Photax I.
Un brevet pour le Compa-Fex est déposé en novembre 1941 par madame Yvonne Chedepeau. Il rencontre Lucien Bouchetal avec lequel il fabrique le Compa-Fex sans pouvoir formaliser leur association à cause des lois anti-juives interdisant à un juif (à plus forte raison étranger) toute création d'entreprise en France. En mars 1943, la société Fex est créée par Bouchetal et Kaftanski . Fex est censé vouloir signifier "France EXport" mais la société n'exporte rien et le nom rappelle plutôt les précédentes entreprises de Kaftanski.
Le 21 mars 1945, il épouse Yvonne Chedepeau à Lyon, l'acte indique qu'il est divorcé de sa première épouse.
En mai 1945 est créée la SARL "Établissements Kafta" avec les mêmes associés. La gestion est assurée par la nouvelle madame Kaftanski.
En 1946, Fex sort le Super Boy, appareil très simple vendu dans les magasins de jouets. 
Fex lance en 1949 l'Ultra-Fex qui est le dernier appareil de Fex réalisé avec le concours de Kaftanski. En effet, les relations entre les deux associés se sont détériorées et leur association prend fin en novembre 1949. L'Ultra Fex est un des deux appareils français le plus vendu avec le MIOM Photax pendant plus de vingt ans.
Frédéric Kaftanski continue ses productions avec sa société Kafta (et Fex devient Fex-Indo à partir de 1953). Les "Kaftax" et "Banco" produits par Kafta sont encore des boîtiers en plastique avec un tube télescopique portant l'obturateur. Un relief imitation cuir venu de moulage les démarque des stries des Ultra-Fex et des boîtiers lisses des Photax.
Il crée en juin 1955 avec d'autres associés la SNOP (Société Nouvelle d'Optique et de Photographie) pour laquelle il crée le Stylophot. La SNOP est fusionnée avec la Secam en janvier 1956. Le Stylophot est fabriqué sous licence en Allemagne par Walter Kunik de Francfort-sur-le-Main sous le nom de Foto-Füller.
Il s'installe avec sa femme à Tours, elle y décède le 9 mars 1988.

### Autres pays
Sans y avoir résidé, Kaftanski a déposé des brevets et vendu ou fait fabriquer des appareils dans d'autres pays.
- En 1937, la British Sida Cameras Ltd. commercialise le Sida en Angleterre[3].
- Une entreprise commercialisant le Sida est aussi créée en Belgique mais les documents la concernant ont disparu pendant la guerre[3].
- En Italie, l'usine de Giuseppe Pozzoli à Milan spécialisée dans le matériel électrique moulé en bakélite produit une version italienne du Sida[3].

## Entreprises
Il a créé au cours de sa longue carrière d'entrepreneur dans les pays où il a séjourné de nombreuses entreprises aux noms différents,,.
- Photofex Kameras, Berlin 1927
- SIDA GmbH, Berlin 1934
- British Sida Cameras Ltd. 1937
- SIDA-FEX, Prague 1937
- Sidax, Paris 1939
- FEX-INDO, Lyon 1938
- Kafta, Paris 1945
- KAFTA (SODIKA) S.a.r.l. Paris 1951
- SNOP SA (Société Nouvelle d'Optique et de Photographie) Paris 1955 qui est fusionnée avec Secam (Société d’Étude de Construction Mécanique) en 1958. Cette société a fabriqué le Stylophot, qui a été breveté dans le cadre d'un brevet déposé le 24 janvier 1955 ; il s'agissait d'une caméra subminiature en forme de stylo plume.
- MINIPHOT S.a.r.l. Paris 1958

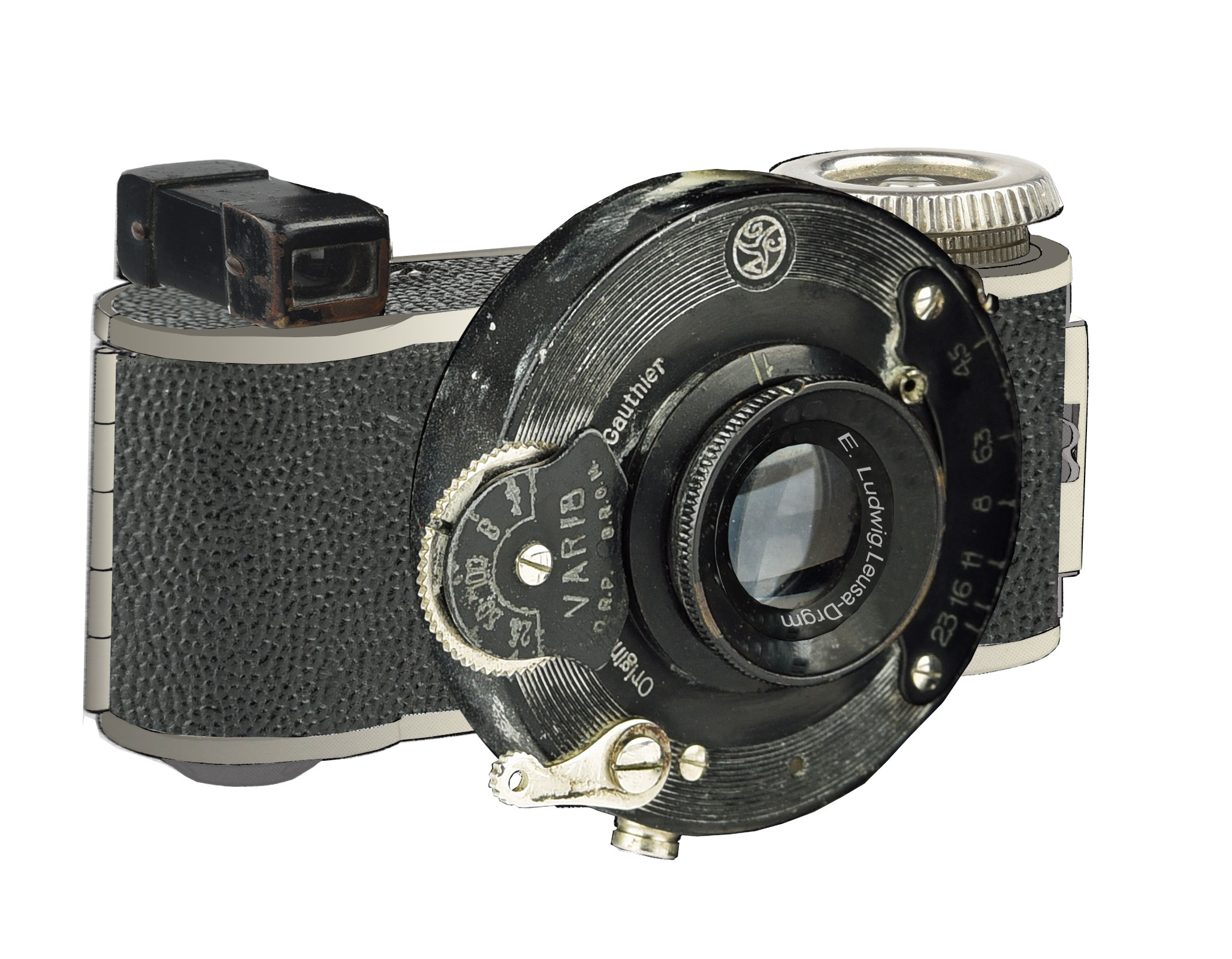
Montage photo reproduisant un Minifex
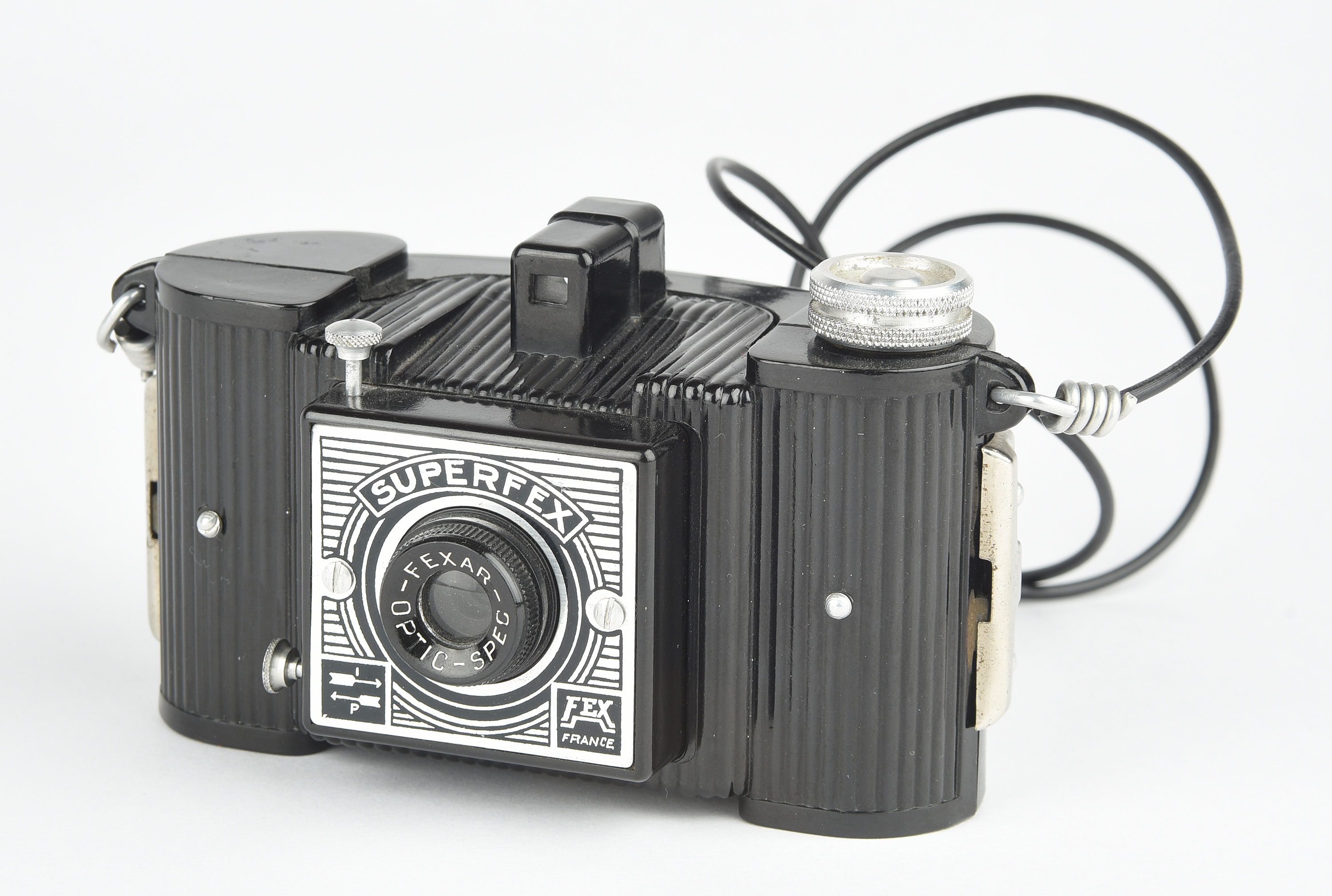
Superfex 1945 par Fex
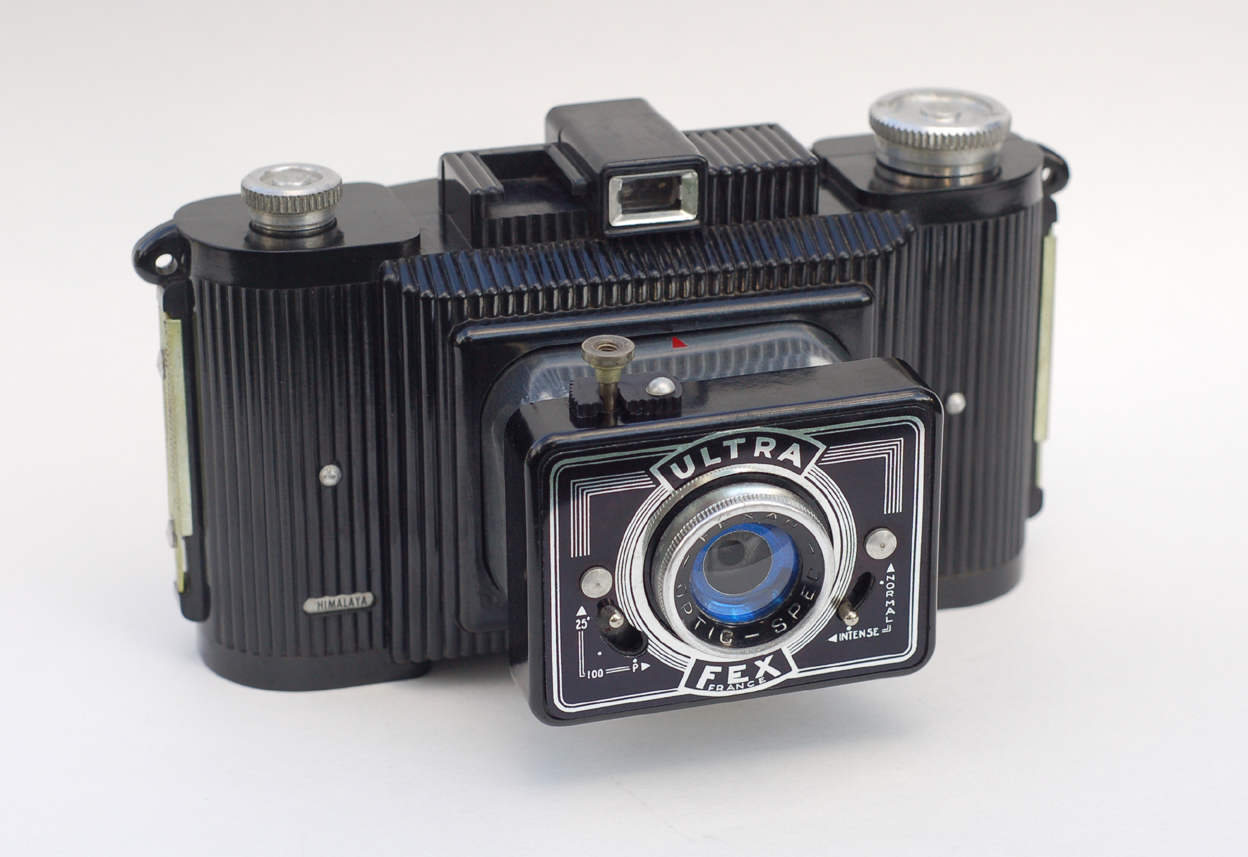
« Ultra Fex 1956 "Himalaya" » par Fex-Indo
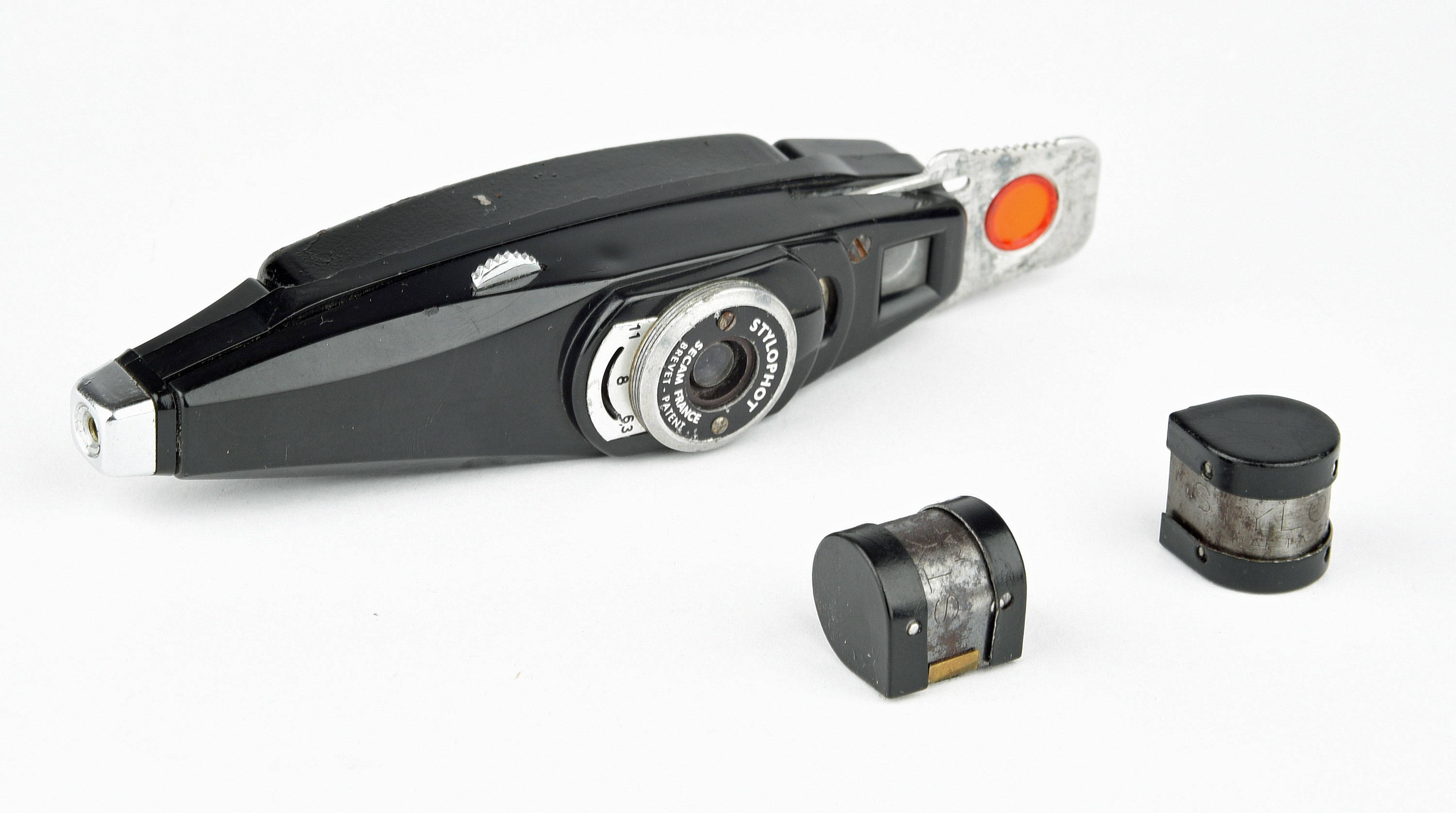
Secam Stylophot de 1956